# Appellationsgericht Gera
Das Appellationsgericht Gera (1848 bis 1855: Oberstes Landesjustizkollegium) war zwischen (1848) 1855 und 1863 das Mittelgericht für Reuß jüngerer Linie mit Sitz in Gera.

## Geschichte
In Reuß jüngerer Linie war bis zur Märzrevolution 1848 das Oberste Landesjustizkollegium der gemeinschaftlichen Regierung Reuß jüngere Linie in Gera das Mittelgericht der Fürstentümer Reuß jüngerer Linie gewesen. Auch wenn dieses in Rechtsprechungsangelegenheiten seit 1838 als Oberste Landesjustizkollegium auftrat, so war die Trennung der Rechtsprechung von der Verwaltung nicht gegeben. 1848 wurde das Oberste Landesjustizkollegium organisatorisch von der Landesregierung getrennt und damit ausschließlich für die Rechtsprechung zuständig. 1855 wurde es in Appellationsgericht Gera umbenannt.
Dem Appellationsgericht Gera waren seit 1852 die sieben Justizämter und drei Kriminalgerichte nachgeordnet. Die letzte Instanz bildete das Oberappellationsgericht Jena.
Nachgeordnete Gerichte waren:
- Justizamt Gera-Stadt
- Justizamt Gera-Land
- Justizamt Hirschberg
- Justizamt Hohenleuben
- Justizamt Lobenstein
- Justizamt Saalburg
- Justizamt Schleiz
- Kriminalgericht Gera
- Kriminalgericht Lobenstein
- Kriminalgericht Schleiz

1863 wurde das Appellationsgericht Gera aufgehoben und das (gemeinsame) Appellationsgericht Eisenach trat an seine Stelle.

## Richter
- Richard Liebich